# This Girl
Singles par Kungs
Don't You Know
(2016)
This Girl est une chanson du groupe de soul jazz australien Cookin' on 3 Burners, écrite et composée par ses trois membres : Lance Ferguson, Ivan Katchoyan et Jake Mason. Elle est extraite de l'album Soul Messin' sorti le 5 mai 2009 sur le label Freestyle. Le titre est enregistré avec la participation de Kylie Auldist au chant.
En 2016 le DJ français Kungs, reprend la chanson en la remixant. Le single sort le 19 février 2016 et remporte un succès en France où il se classe no 1 des ventes la semaine du 1er avril 2016. Par la suite, il atteint la première place des classements allemand et belge et la seconde place des classements en Grande-Bretagne.

## Performance commerciale
This Girl est devenu un succès commercial dans de nombreux pays, il est classe numéro 1 dans de nombreux pays comme la France, l'Allemagne, la Belgique et la Hongrie, et dans le Top 10 de l'Autriche, l'Irlande, l'Italie, des Pays-Bas, du Royaume-Uni, de la Suède et de la Suisse. À fin 2016, il totalise 400 millions d'écoutes en streaming.

### France
En France le titre se classe numéro 1 des ventes de single la semaine du 1er avril, trois semaines après sa sortie. This Girl atteint la 3e place des meilleures écoutes en streaming et le titre est le titre le plus diffusé à la radio et à la télévision.

### Royaume-Uni
Le titre se classe second du UK singles charts company et 1er des téléchargements UK download charts

## Pistes
This Girl EP
1. This Girl (extended) - 4:02
2. This Girl (Fabich Remix) - 4:19
3. This Girl (Betical Remix) - 4:17
4. Milos - 3:36

## Classements et certifications

### Classements hebdomadaires
| Classements (2016)                                           | Meilleure place |
| ------------------------------------------------------------ | --------------- |
| Allemagne (Media Control AG)                                 | 1               |
| Argentine (Monitor Latino-Top 20)                            | 2               |
| Australie (ARIA)                                             | 17              |
| Australie (ARIA - Streaming Chart)                           | 19              |
| Autriche (Ö3 Austria Top 40)                                 | 2               |
| Belgique (Flandre Ultratop 50 Singles)                       | 3               |
| Belgique (Wallonie Ultratop 50 Singles)                      | 1               |
| Belgique (Wallonie Ultratop 50 Dance)                        | 2               |
| Canada (Billboard Canadian 100)                              | 8               |
| Danemark (Tracklisten)                                       | 9               |
| Espagne (PROMUSICAE)                                         | 13              |
| Europe (Euro Digital Song)                                   | 1               |
| États-Unis (Billboard Hot 100)                               | 26              |
| États-Unis (Billboard - Hot Dance/Electronic Songs)          | 7               |
| États-Unis (Billboard - Dance/Electronic Digital Song Sales) | 5               |
| France (SNEP)                                                | 1               |
| France (SNEP Streaming)                                      | 3               |
| France (SNEP Radio)                                          | 1               |
| Hongrie (Rádiós Top 40)                                      | 1               |
| Hongrie (Single Top 40)                                      | 2               |
| Irlande (IRMA)                                               | 3               |
| Italie (FIMI)                                                | 6               |
| Lettonie (LATVIJAS Top 40)                                   | 1               |
| Mexique (Monitor Latino - Top20)                             | 1               |
| Norvège (VG-lista)                                           | 20              |
| Nouvelle-Zélande (RMNZ)                                      | 22              |
| Pays-Bas (Nederlandse Top 40)                                | 5               |
| Pays-Bas (Single Top 100)                                    | 3               |
| Portugal (AFP)                                               | 12              |
| Tchéquie (IFPI Rádio)                                        | 4               |
| Roumanie (Airplay 100)                                       | 10              |
| Roumanie (Kiss Top 40)                                       | 15              |
| Royaume-Uni (UK Singles Chart)                               | 2               |
| Royaume-Uni (UK Download Chart)                              | 1               |
| Royaume-Uni (UK Streaming Chart)                             | 4               |
| Russie (Tophit)                                              | 2               |
| Pologne (ZPAV)                                               | 4               |
| Saint-Marin (RTV)                                            | 2               |
| Slovaquie (IFPI Rádio)                                       | 1               |
| Slovénie (SloTop50)                                          | 4               |
| Suède (Sverigetopplistan)                                    | 8               |
| Suisse (Schweizer Hitparade)                                 | 6               |

### Certifications
| Pays                    | Certification | Ventes    |
| ----------------------- | ------------- | --------- |
| Allemagne (BVMI)        | 2 × Platine   | 800 000   |
| Australie (ARIA)        | Platine       | 70 000    |
| Belgique (BEA)          | Platine       | 30 000    |
| Danemark (IFPI Denmark) | Platine       | 930 000   |
| États-Unis (RIAA)       | Platine       | 1 000 000 |
| France (SNEP)           | Diamant       | 250 000   |
| Italie (FIMI)           | 4 × Platine   | 200 000   |
| Nouvelle-Zélande (RMNZ) | Or            | 7 500     |
| Royaume-Uni (BPI)       | 2 × Platine   | 1 200 000 |
| Suède (GLF)             | 3 × Platine   | 120 000   |